# Felix Behaghel
Felix Behaghel (* 23. Juni 1822 in Elberfeld; † 3. Juni 1888 in Karlsruhe; auch Felix Behagel) war ein badischer Verwaltungsbeamter.

## Leben
Behaghel war der Sohn des Heidelberger Gymnasialprofessors Johann Georg Behaghel und Bruder von Wilhelm Jakob Behaghel.
Nach dem Besuch des Gymnasiums und dem Studium in Heidelberg wurde Felix Behaghel 1843 Kameralpraktikant. Ab 1848 war er im Reichsministerium der Finanzen der Provisorischen Zentralgewalt in Frankfurt am Main beschäftigt, zunächst als Sekretär, 1849 als Assessor. 1850 arbeitete er dann bei der Regierung des Unterrheinkreises in Mannheim, wo er 1851 Regierungsassessor wurde. 1852 wechselte er zur Regierung des Mittelrheinkreises nach Karlsruhe, wo er 1856 zum Regierungsrat aufstieg. Dazwischen wirkte er von Oktober bis Dezember 1854 als Verweser im Bezirksamt Donaueschingen. 1860 wechselte Behaghel an den Evangelischen Oberkirchenrat Karlsruhe, zunächst als Oberkirchenrat, dann als Vortragender Rat.
Otto Behaghel war sein Sohn.

## Auszeichnungen
- Ritterkreuz 1. Kl. Orden vom Zähringer Löwen (1869)[1]
- Geheimer Referendar (1877)[1]
- Kommandeurkreuz 2. Kl. Orden vom Zähringer Löwen (1883)[1]
- Geheimer Rat 2. Klasse[1]